# Senhit
Senhit Zadik Zadik (Bologna, 1 oktober 1979), tot 2015 ook bekend als Senit, is een Italiaanse zangeres.

## Biografie
Senhit werd geboren in Bologna, Italië uit Eritrese ouders. Ze begon op jonge leeftijd met zingen, vooral in het buitenland. Zo trad ze op in musicals als Fame en The Lion King in Duitsland en Zwitserland. In 2002 keerde ze terug naar Italië, waar ze doorbrak met haar debuutalbum Senit in 2006.
In 2011 vertegenwoordigde ze San Marino op het Eurovisiesongfestival in Düsseldorf, Duitsland. Ze kwalificeerde zich met haar lied Stand by niet voor de finale. In 2020 zou ze opnieuw haar kans wagen namens de ministaat op het Eurovisiesongfestival in Rotterdam, Nederland. Het festival werd evenwel geannuleerd. Ze werd vervolgens geselecteerd voor deelname aan het Eurovisiesongfestival 2021. Daar bracht ze samen met Flo Rida Adrenalina, dat de finale haalde. Ze behaalden de 22e plek.

## Discografie

### Albums
- Senit (2006)
- Un Tesoro è Necessariamente Nascosto (2007)
- So High (2009)

### Singles
- La mia città è cambiata (2005)
- La cosa giusta (2005)
- In mio potere (2005)
- La faccia che ho (2007)
- Io non dormo (2007)
- Everytime (2010)
- Stand by (2011)
- Through the rain (2011)
- Freaky (2020)
- Obsessed (2020)
- Adrenalina ft. Flo Rida (2021)

2008: Miodio · 
2011: Senit · 
2012: Valentina Monetta · 
2013: Valentina Monetta · 
2014: Valentina Monetta · 
2015: Michele Perniola & Anita Simoncini · 
2016: Serhat · 
2017: Valentina Monetta & Jimmie Wilson · 
2018: Jessika feat. Jenifer Brening · 
2019: Serhat · 
2021: Senhit feat. Flo Rida · 
2022: Achille Lauro · 
2023: Piqued Jacks · 
2024: Megara · 
2025: Gabry Ponte
- International Standard Name Identifier: 0000 0004 0752 6259
- MusicBrainz: 1c029f9d-9e5c-4f58-ac72-224a814c3f7b